# Scott Wilson
Scott Wilson, właśc. William Delano Wilson (ur. 29 marca 1942 w Atlancie, zm. 6 października 2018 w Los Angeles) – amerykański aktor filmowy i telewizyjny.

## Życiorys

### Wczesne lata
Urodził się i dorastał w Atlancie w stanie Georgia jako syn Jewell Estelle (1914–2017) i Thomasa Hardy’ego Wilsona (1903–1956). Jego ojciec był przedsiębiorcą budowlanym, który chciał, aby syn został architektem lub inżynierem. Miał młodszą siostrę Danę Jewell (1944–2017). Kiedy zmarł jego ojciec, jego owdowiała matka przeniosła się z rodziną do jej rodzinnego miasta Thomasville i ponownie wyszła za mąż – za Hugh Dorseya McMickle’a. W 1960 ukończył Thomasville High School. Trenował koszykówkę, co przyniosło mu stypendium sportowe na Southern Polytechnic State University w miejscowości Marietta, gdzie studiował architekturę. Studiów tych nie ukończył, uczelnię opuścił z powodu problemów zdrowotnych.
W 1961 pojechał autostopem do Los Angeles, wkrótce zapisał się na zajęcia aktorskie. Po przybyciu do Hollywood spotkał w barze aktora, który zabrał go na przesłuchanie. Zaproszony do udziału Scott Wilson przeczytał monolog z The Long Voyage Home. Nie udało mu się zdobyć tej roli, ale spotkanie skłoniło reżysera do obsadzenia go później w spektaklu The Importance of Being Earnest. W ciągu następnych pięciu i pół roku zagrał w około 20 przedstawieniach w Hollywood. Wystąpił też w musicalu Guys and Dolls w Marriott’s Lincolnshire Theatre w Lincolnshire w Illinois.

### Kariera
W 1967 zadebiutował w roli Harveya Obersta w uhonorowanym Oscarem za najlepszy film dramacie kryminalnym W upalną noc (In the Heat of the Night) w reżyserii Normana Jewisona z Rodem Steigerem i Sidneyem Poitier. W tym samym roku również został obsadzony w roli socjopatycznego mordercy Richarda Hickocka w dramacie sądowym Richarda Brooksa Z zimną krwią (In Cold Blood) na podstawie książki Trumana Capote’a. Po występie w tej produkcji pojawił się na okładce magazynu „Life” z 12 maja 1967 (wraz z nim na okładce pojawili się jego ekranowy partner Robert Blake i autor książki Truman Capote).
Regularnie występował w hollywoodzkich produkcjach kinowych, takich jak dramat wojenny Sydneya Pollacka Obrona zamku (Castle Keep, 1969) jako kapral Clearboy, dramat Johna Frankenheimera Cyrk straceńców (The Gypsy Moths, 1969) w roli skoczka spadochronowego i melodramat Jacka Claytona Wielki Gatsby (The Great Gatsby, 1974) z Robertem Redfordem w roli technika pojazdów samochodowych. Kreacja byłego astronauty – kapitana Billy’ego Cutshawa w dreszczowcu psychologicznym Williama Petera Blatty’ego The Ninth Configuration (1980) przyniosła mu nominację do Złotego Globu dla najlepszego aktora drugoplanowego.
W filmie przygodowym Philipa Kaufmana Pierwszy krok w kosmos (The Right Stuff, 1983), na motywach książki Toma Wolfe’a, wcielił się w postać Alberta Scotta Crossfielda, cywilnego pilota testowego pracującego dla North American Aviation. Grywał również w produkcjach europejskich, w tym w dwóch filmach Krzysztofa Zanussiego – w Roku spokojnego słońca (Złoty Lew na 41. Festiwal w Wenecji w 1984) jako oficer amerykańskiej misji wojskowej i Bracie naszego Boga (1987) jako Adam Chmielowski. Występował też gościnnie w serialach telewizyjnych, w tym CSI: Kryminalne zagadki Las Vegas (CSI: Crime Scene Investigation, 2001) jako potentat kasyn Sam Braun czy Żywe trupy (The Walking Dead, 2011–2014) w roli Hershela Greene’a.

## Życie prywatne
W 1977 poślubił Heavenly Koh, prawniczkę, a także zawodową malarkę i rzeźbiarkę.
Zmarł 6 października 2018 w Los Angeles w wieku 76 lat na białaczkę.

## Filmografia
- 1967: W upalną noc
- 1967: Z zimną krwią
- 1969: Obrona zamku
- 1969: Cyrk straceńców
- 1971: Gang Mamy Grissom
- 1972: Nowi centurionowie
- 1974: Wielki Gatsby
- 1976: The Passover Plot
- 1979: La Ilegal
- 1980: The Ninth Configuration
- 1983: Pierwszy krok w kosmos
- 1984: Rok spokojnego słońca
- 1984: On the Line
- 1985: The Aviator
- 1986: Blue City
- 1987: Malone
- 1988: The Tracker (film TV)
- 1988: Jesse (film TV)
- 1989: Johnny Przystojniak
- 1990: Młode strzelby II
- 1990: Egzorcysta III
- 1991: Femme Fatale
- 1991: Pechowi szczęściarze
- 1993: Elvis and the Colonel: The Untold Story (film TV)
- 1993: Flesh and Bone
- 1993: Geronimo: amerykańska legenda
- 1995: Soul Survivors (film TV)
- 1995: Tall Tale
- 1995: Sędzia Dredd
- 1995: The Grass Harp
- 1995: Przed egzekucją
- 1996: Mother
- 1996: Shiloh
- 1997: Brat naszego Boga
- 1997: G.I. Jane
- 1998: Clay Pigeons
- 1999: The Jack Bull
- 1999: The Debtors
- 1999: Shiloh 2: Shiloh Season
- 2000: Z Archiwum X
- 2000: South of Heaven, West of Hell
- 2000: Desperaci
- 2001: Zwierzak
- 2001: Pearl Harbor
- 2001: CSI: Kryminalne zagadki Las Vegas (serial TV)
- 2002: Coastlines
- 2002: Guide Season (film TV)
- 2003: Karen Sisco (film TV)
- 2003: Monster
- 2003: Ostatni samuraj
- 2005: Świetlik
- 2005: Prawo i porządek (serial TV)
- 2006: Come Early Morning
- 2006: Saving Shiloh
- 2006: The Host: Potwór
- 2006: Behind the Mask: The Rise of Leslie Vernon
- 2007: Dziewczyna moich koszmarów
- 2007: Big Stan
- 2008: Saving Grace B. Jones
- 2011: Żywe trupy (serial TV)
- 2016:  Damien (serial TV)